# Kostrogaj
Kostrogaj – wieś sołecka w Polsce położona w województwie mazowieckim, w powiecie płockim, w gminie Radzanowo.
Wieś duchowna, własność prebendalna płockiej kapituły katedralnej w 1542 roku, położona była w drugiej połowie XVI wieku w powiecie płockim  województwa płockiego.
12 sierpnia 1953 część gromady Kostrogaj włączono do Płocka.
W latach 1975–1998 miejscowość administracyjnie należała do województwa płockiego.